# 甘德尔山
39°36′27.14″N 106°49′59.05″E / 39.6075389°N 106.8330694°E

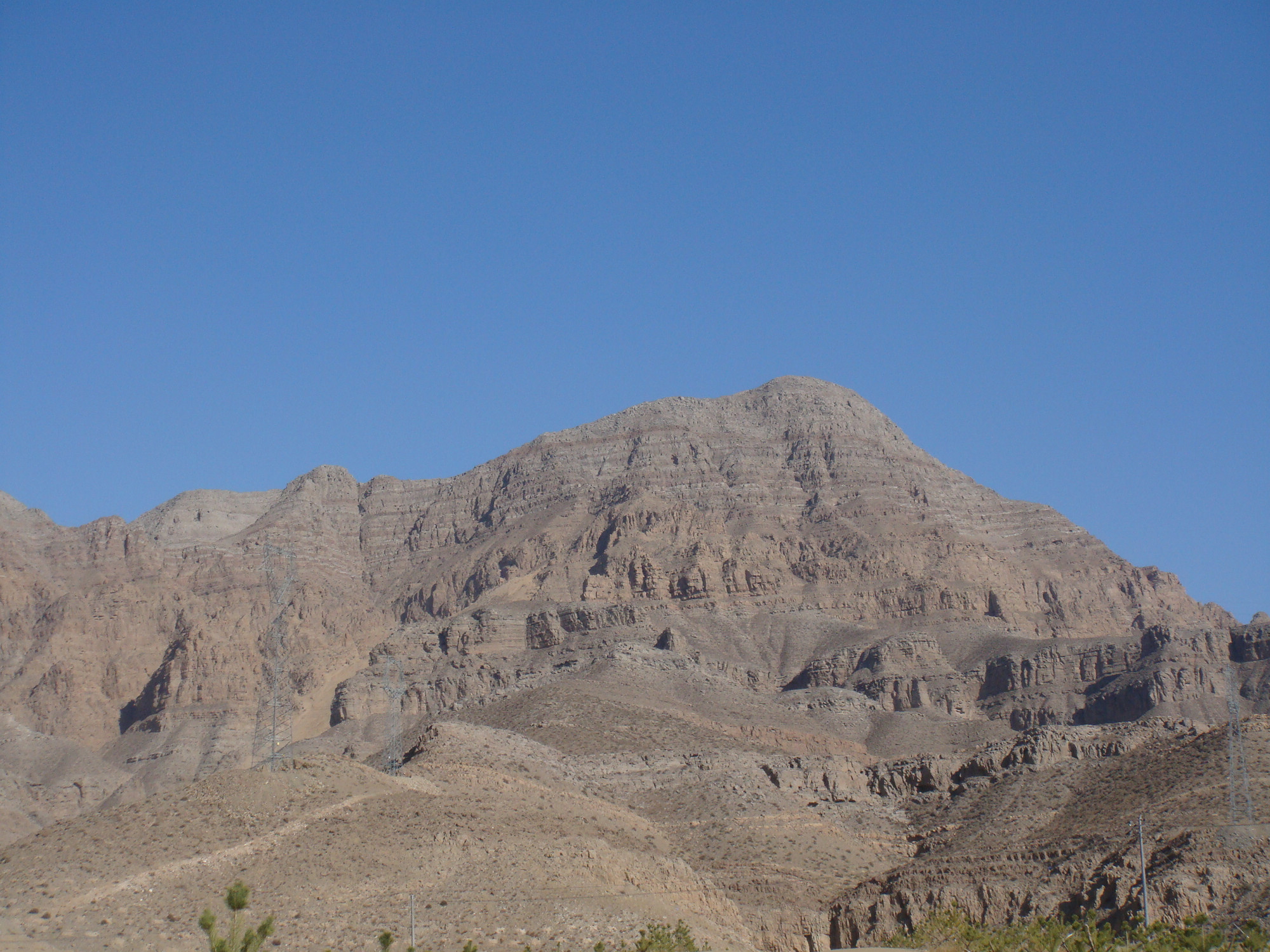
甘德尔山

甘德尔山，又名岗德格尔山，位于内蒙古自治区乌海市海勃湾区城南，最高处海拔1760多米。山脉呈南北走向，西侧为黄河，东侧为四合木自然保护区，南边为乌海市海南区，在山偏南部分有甘德尔山奇峡谷（又名“一线天”）。
甘德尔系蒙古语，意为哈达。